# 3-й корпус ППО (Третій Рейх)
3-й корпус ППО (нім. III. Flak-Korps) — корпус протиповітряної оборони Люфтваффе за часів Другої світової війни.

## Історія
III-й корпус ППО був сформований 25 січня 1944.

## Райони бойових дій
- Франція (лютий — вересень 1944);
- Німеччина (вересень — грудень 1944);
- Арденни (грудень 1944 — січень 1945);
- Німеччина (січень — квітень 1945).

## Командування

### Командири
- генерал-лейтенант Йоганнес Гінц (нім. Johannes Hintz) (22 лютого — 14 травня 1944);
- генерал зенітних військ Вольфганг Пікерт (нім. Wolfgang Pickert) (14 травня — 20 липня 1944);
- оберст Вернер фон Кістовскі (нім. Werner von Kistowski) (20 липня — 2 серпня 1944);
- генерал зенітних військ Вольфганг Пікерт (2 серпня 1944 — 20 березня 1945);
- генерал-лейтенант Гайно фон Ранцау (нім. Heino von Rantzau) (20 березня — 17 квітня 1945).

## Бойовий склад 3-го корпусу ППО
Формування управління, забезпечення та підтримки
- 103-й корпусний батальйон зв'язку Люфтваффе (LuftNachrichten-Abteilung 103)

- 16-та зенітна дивізія (16. Flak Division);
- 18-та зенітна дивізія (18. Flak Division);
- 19-та зенітна дивізія (19. Flak Division).

- 2-га зенітна дивізія (2. Flak Division);
- 16-та зенітна дивізія;
- 1-ша зенітна бригада (1. Flak Brigade);
- 18-та зенітна бригада (18. Flak Brigade);
- 19-та зенітна бригада (19. Flak Brigade);
- 20-та зенітна бригада (20. Flak Brigade).

- 2-га зенітна дивізія;
- 1-ша зенітна бригада;
- 19-та зенітна бригада (19. Flak Brigade).